# Na'vi

Neytiri - rasa Na'vi

În filmul Avatar, rasa Na'vi este o specie indigenă de pe Pandora, o lună a planetei Polyphemus din sistemul stelar Alpha Centauri. 
Ei sunt umanoizi și au 2,7 - 3,7 metri înălțime, cu o perechi de ochi, urechi, brațe, picioare și mersul la fel ca al oamenilor, precum și un nas, o gură și expresii faciale umane. Na'vi diferă de om prin pielea albastră cu dungi, urechi ascuțite și mobile, ochii mari, nas și dinți ca de feline, cozi și patru degete (avatarele hibride păstrează cinci degete din cauza ADN-ului uman). În timp ce sunt mai înalți decât oamenii, au proporții mai restrânse în cadrul corpului. Oasele lor sunt armate cu fibră de carbon natural. Na'vi au, de asemenea, un element distinctiv ca un cârcel proeminent în spatele capului, înconjurat de păr (care seamănă cu un șiret lung sau cu o coadă), legat direct la creier. Acest organ le permite să se conecteze cu alte organisme din jurul lor, transferând semnale electrochimice, cum ar fi gânduri și amintiri de la/spre copaci, plante și alte creaturi. În scenariul original, James Cameron le numește Jubileele, dar cuvântul nu este folosit în film și posibil ca denumirea să fi suferit modificări în momentul în care romanul este scris.